# Peter Mehringer

Zawodnik Kansas Jayhawks

Peter Joseph Mehringer (ur. 15 lipca 1910 w Jetmore, zm. 27 sierpnia 1987 w Pullman) – amerykański zapaśnik walczący w stylu wolnym. Złoty medalista olimpijski z Los Angeles 1932, w wadze półciężkiej.
Zawodnik High School Kinsley i University of Kansas. All-American w NCAA Division I w 1932 roku, gdzie zajął drugie miejsce.

## Letnie Igrzyska Olimpijskie 1932
| Konkurencja      | Rundy eliminacyjne     | Rundy eliminacyjne    | Rundy eliminacyjne  | Klas. końcowa |
| Konkurencja      | Przeciwnik I           | Przeciwnik II         | Przeciwnik III      | Miejsce       |
| ---------------- | ---------------------- | --------------------- | ------------------- | ------------- |
| 87 kg styl wolny | Thure Sjöstedt (SWE) Z | Harry Madison (CAN) Z | Eddie Scarf (AUS) Z | 1.            |